# استفانیا لیبراکاکیس
استفانیا لیبراکاکیس (به انگلیسی: Stefania Liberakakis) (زاده ۱۷ دسامبر ۲۰۰۲) خواننده یونانی-هلندی است.
او نماینده یونان در یوروویژن ۲۰۲۱ بود.